# Ancylistes transversus
Ancylistes transversus là một loài bọ cánh cứng trong họ Cerambycidae.